# Fronteiras do Pensamento
Fronteiras do Pensamento é um projeto cultural que traz ao Brasil conferencistas internacionais para abordar a temática da contemporaneidade. Para democratizar o acesso ao conhecimento e revisitar as ideias dos conferencistas, os canais digitais do projeto oferecem centenas de vídeos – com legendas em português, espanhol e inglês –, além de artigos, notícias e entrevistas para refletir, comentar e compartilhar.
Através de cuidadosa curadoria, o projeto analisa o pluralismo das abordagens e do rigor acadêmico intelectual e escolhe os conferencistas que têm, em comum, premiações pela excelência teórica ou pela capacidade de transformar a sociedade. Descobertas científicas, pesquisas sociais, soluções sustentáveis, teses filosóficas, influência na forma de pensar e traduzir o mundo, ativismo e liderança política ou social são alguns dos temas debatidos a cada temporada do Fronteiras do Pensamento.

## Histórico
O projeto cultural Fronteiras do Pensamento foi concebido em Porto Alegre, no ano de 2006. Em 2007, primeira edição, nomes como Christopher Hitchens, Jorge Castañeda, Luc Ferry, Michel Maffesoli e Michel Houellebecq subiram ao palco do Salão de Atos da Universidade Federal do Rio Grande do Sul e renderam projeção nacional ao Fronteiras.
Em 2008, a capital gaúcha recebeu 25 conferencistas. Dentre eles, Edgar Morin, David Lynch, Philip Glass e Wim Wenders. No mesmo ano, o projeto estendeu seu formato presencial a Salvador. 2009 foi o ano de Eric Maskin, Howard Gardner, Steven Pinker e Tom Wolfe. Dos dez conferencistas da edição de 2010, destacam-se Carlo Ginzburg, Daniel Dennett, Daniel Cohn-Bendit e Mario Vargas Llosa, que veio ao Fronteiras poucos dias após ter recebido o Nobel de Literatura. Até 2011, o Fronteiras já somava 98 convidados internacionais presentes no território brasileiro. Naquele ano, as temporadas passaram a ocorrer, também, em São Paulo. A série especial seguiu acontecendo em Salvador e chegou a Florianópolis. 2011 marca o retorno de Edgar Morin e Luc Ferry ao projeto, além da presença de Fredric Jameson, Garry Kasparov, Mohsen Makhmalbaf, Orhan Pamuk e Shirin Ebadi.
Em 2012, o Fronteiras recebeu o egípcio Mohamed ElBaradei, Nobel da Paz, e o indiano Amartya Sen, Nobel de Economia. Ainda, o escritor moçambicano Mia Couto, o urbanista colombiano Enrique Peñalosa e o filósofo britânico Simon Blackburn, dentre outros nomes como Vandana Shiva e Susan Greenfield.
Em 2013, sob a temática Ideias fazem diferença, o projeto trouxe ao Brasil 24 convidados. Dentre eles, o neurocientista português António Damásio, o Prêmio Nobel da Paz José Ramos-Horta e o sociólogo espanhol Manuel Castells.
Em 2014, para "capturar algumas das grandes ideias no campo da estética, da filosofia, que anunciam as mudanças e transformações da nossa sociedade"*, o Fronteiras levou aos seus palcos escritores, filósofos e físicos sob o conceito A reinvenção do mundo.
Em 2015, sob a temática Como viver juntos, Porto Alegre e São Paulo receberam Richard Dawkins, Jimmy Wales, Fernando Savater, John Gray, Saskia Sassen e Richard Sennett. Houve uma diferença na programação anual das capitais: enquanto Porto Alegre recebeu Valter Hugo Mãe, Suzana Herculano-Houzel e Janette Sadik-Khan, São Paulo assistiu às conferências de Ferreira Gullar, Camille Paglia e Joseph Stiglitz, que compartilharam com o público suas pesquisas e teorias sobre alguns dos eixos da sociedade contemporânea.
Em 2016, com o tema A grande virada, o projeto celebrou uma década de existência e trouxe ao país Michel Houellebecq, Pierre Lévy, Jan Gehl, Ian McEwan, o filósofo alemão Peter Sloterdijk, Élisabeth Roudinesco, o Nobel de Literatura Mario Vargas Llosa, Francis Fukuyama entre outros grandes nomes.

## Formatos
O Fronteiras do Pensamento possui dois tipos de formatos presenciais: as temporadas anuais e as séries especiais. As temporadas anuais ocorrem em Porto Alegre e São Paulo, no decorrer de todo o ano. Em ambas as capitais, o público compra o pacote de ingressos para todos os encontros. As séries especiais atualmente acontecem em Florianópolis e Salvador, em períodos específicos do ano com a possibilidade de compra de ingressos individuais.

## Locais
O Fronteiras do Pensamento Porto Alegre realiza suas conferências no Salão de Atos da Universidade Federal do Rio Grande do Sul. Já em São Paulo, as temporadas ocorrem no Teatro do Complexo Ohtake Cultural. As séries especiais são acontecem no Teatro Castro Alves, em Salvador, e no Centro Integrado de Cultura (CIC), em Florianópolis.